# 加藤邦男
加藤 邦男（かとう くにお、1935年 - 2019年3月31日）は建築史家、建築論研究者。京都大学名誉教授。専門は建築史、建築論、建築設計。森田慶一、増田友也の流れを受ける建築論研究の第一人者である。工学博士。大阪府生まれ。
ポール・ヴァレリー『エウパリノス または建築家』、『列柱のうた』に長い間魅惑された著者が、ヴァレリーに関する徹底的な建築論的研究を行う。

## 来歴
1958年京都大学工学部建築学科卒業。京都大学大学院工学研究科を経て、1959‐62年フランス国立美術学校建築学科エルベ‐アルベール教室に留学。
1962‐64年、ミッシェル・エコシャール都市建築設計事務所都市計画部門主任。
1964年以降、京都大学工学部助手、講師、助教授を経て、1990年同教授、1999年同停年退官。
1999年から2002年まで大阪産業大学工学部教授。京都大学工学博士。

## 著書
- ヴァレリーの建築論 鹿島出版会、1979年
- 阪神・淡路大震災と歴史的建造物 思文閣出版、1998年

## 翻訳
- 実存・空間・建築 クリスチャン・ノルベルグ・シュルツ、鹿島出版会、1978年
- フランスの都市計画 鹿島出版会、1965年
- ゲニウス・ロキ ― 建築の現象学をめざして クリスチャン・ノルベルグ・シュルツ、住まいの図書館出版局、1994年
- ル・コルビュジエ事典 ジャック・リュカン編、中央公論美術出版、2007年

## 授章
- 1984年 日本建築学会賞（論文）
- 2016年 レジオンドヌール勲章シュバリエ受章